# Dominique Dupuy
Dominique Dupuy (ur. 26 sierpnia 1957 roku w Ars) – francuski kierowca wyścigowy.

## Kariera
Dupuy rozpoczął karierę w międzynarodowych wyścigach samochodowych w 1983 roku od startów we Francuskiej Formule Renault Turbo, gdzie trzykrotnie stawał na podium, w tym raz na jego najwyższym stopniu. Z dorobkiem 62 punktów uplasował się na czwartej pozycji w klasyfikacji generalnej. W późniejszych latach Francuz pojawiał się także w stawce Francuskiej Formuły 3, Porsche 944 Turbo Cup France, Trophee Porsche Turbo Cup, Francuskiego Pucharu Porsche Carrera, Porsche Supercup, 24-godzinnego wyścigu Daytona, Global GT Championship, French GT Championship, FIA GT Championship, American Le Mans Series oraz 24-godzinnego wyścigu Daytona.

## Wyniki w 24h Le Mans
| Rok  | Zespół                                        | Partnerzy                         | Samochód                | Klasa | Okr. | Poz. | Klasa Pos. |
| ---- | --------------------------------------------- | --------------------------------- | ----------------------- | ----- | ---- | ---- | ---------- |
| 1993 | Monaco Media International Larbre Compétition | Joël Gouhier Jürgen Barth         | Porsche 911 Carrera RSR | GT    | 304  | 15   | 1          |
| 1994 | Larbre Compétition                            | Jesús Pareja Carlos Palau         | Porsche 911 Carrera RSR | GT1   | 307  | 8    | 1          |
| 1995 | Larbre Compétition                            | Emmanuel Collard Stéphane Ortelli | Porsche 911 GT2 Evo     | GT1   | 82   | NU   | NU         |
| 1996 | Viper Team Oreca                              | Perry McCarthy Justin Bell        | Chrysler Viper GTS-R    | GT1   | 96   | NU   | NU         |
| 1997 | Viper Team Oreca                              | Philippe Gache Olivier Beretta    | Chrysler Viper GTS-R    | GT2   | 263  | NU   | NU         |
| 1999 | Viper Team Oreca                              | Karl Wendlinger Olivier Beretta   | Chrysler Viper GTS-R    | GTS   | 325  | 10   | 1          |
| 2000 | Viper Team Oreca                              | Karl Wendlinger Olivier Beretta   | Chrysler Viper GTS-R    | GTS   | 333  | 7    | 1          |